# Livio Filippi
Livio Filippi (Villa Minozzo, 12 giugno 1946) è un politico italiano, esponente del Patto Segni, dei Democratici, e già parlamentare europeo.

## Biografia
È stato eletto deputato europeo alle elezioni del 1994, per le liste del Patto Segni. È stato vicepresidente della Commissione per il regolamento, la verifica dei poteri e le immunità; membro della Commissione per l'agricoltura e lo sviluppo rurale, della Commissione temporanea per l'occupazione, della Delegazione per le relazioni con i paesi dell'America centrale e con il Messico e della Delegazione alla commissione parlamentare mista UE-Romania.
Si ricandida alle elezioni del 1999 per I Democratici nella circoscrizione Italia nord-orientale, ottenendo quasi 6.000 voti, ma senza essere eletto.